# Pierre Rambur
Pierre Rambur, Jules Pierre Rambur (ur. 21 lipca 1808, zm. 10 sierpnia 1870 w Genewie) – francuski lekarz i entomolog. Założyciel i prezes Société entomologique de France (Francuskiego Towarzystwa Entomologicznego).
Opisał i nazwał wiele taksonów owadów m.in. ważek, chrząszczy i motyli.